# Joey Olivo
Joey Olivo (* 25. Januar 1958 in Kalifornien, USA) ist ein ehemaliger US-amerikanischer Boxer im Halbfliegengewicht. 

## Profikarriere
Im Jahre 1976 begann er erfolgreich seine Profikarriere. Am 29. März 1985 boxte er gegen Francisco Quiroz um den Weltmeistertitel des Verbandes WBA und siegte nach Punkten. Diesen Gürtel verlor er allerdings bereits in seiner zweiten Titelverteidigung im Dezember desselben Jahres an Myung Woo Yuh.
Im Jahre 1989 beendete er seine Karriere.